# Ярмо Яларво
Ярмо Яларво (фін. Jarmo Jalarvo; 9 травня 1952, м. Тампере, Фінляндія) — фінський хокейний арбітр, головний арбітр. Арбітр міжнародної категорії. Член Зали слави фінського хокею (2004).
Обслуговував матчі СМ-Ліги: 57 матчів лайнсменом (1975—1982), 110 матчів головним арбітром (1983—1988). Обслуговував міжнародні матчі головним арбітром (21 матч), лайнсменом — 8 матчів (2 чемпіонати світу, 1 чемпіонат Європи серед юніорів). Як лайнсмен — 1 чемпіонат світу, 1 чемпіонат світу (група C). 
З 1992 року — арбітр-супервайзер ІІХФ, з 1993 — тренер арбітрів ІІХФ, з 1994 — член комітету арбітрів ІІХФ.